# Michael Giles
Michael Rex Giles (né le 1er mars 1942 à Winton, Dorset) est un batteur britannique, surtout connu en tant que membre fondateur de King Crimson
Il commence sa carrière dans les années 1960, au sein des groupes The Dowland, Trendsetters Limited, The Trend et The Brain, avant de créer le trio Giles, Giles & Fripp. Il fonde alors King Crimson avec Robert Fripp, et quittera le groupe en 1970.
On le retrouve ensuite en collaboration avec divers artistes telps que Ian McDonald, The Mike Morton Congregation, Luther Grosvenor, Joël Daydé, Jackson Heights, Leo Sayer, Roger Glover, Kevin Ayers, John G. Perry, Anthony Phillips, Bryan Ferry ou  David Cunningham.
Au début des années 2000, il retrouve d'anciens membres de King Crimson dans le groupe hommage 21st Century Schizoid Band.

## Biographie
Michael Giles  commence sa carrière avec son frère Peter qui joue de la basse, avec de nombreux groupes entre 1960 à 1967 dont Johnny King and The Raiders, Dave Anthony and The Rebels, The Dowland Brothers, Trendsetters Ltd et The Brain, ils gravent quelques singles avec quelques-uns d'entre eux. Un album compilation relatant cette époque est paru en 2009 sous le titre The Giles Brothers 1962-1967.
Puis il forme le groupe Giles, Giles & Fripp en 1967 avec le guitariste Robert Fripp et un album est publié en 1968, The Cheerful Insanity of Giles, Giles & Fripp. Puis avec l'arrivée de Ian McDonald, un multi-instrumentiste britannique et le recrutement de Greg Lake à la basse et au chant à la place de Peter Giles qui quitte, ils forment King Crimson en 1968. Le premier album, In the Court of the Crimson King est une révélation et le groupe part en tournée. Michael et Ian McDonald quittent le groupe fin 1969, après la tournée. Il accepte toutefois de jouer sur le second album du groupe, In the Wake of Poseidon publié en (1970).
L'année suivante, il collabore avec Ian McDonald, pour un unique album McDonald and Giles. Il se joint ensuite au groupe Jackson Heights, fondé par Lee Jackson, ancien bassiste-chanteur des Nice. Mais s'il joue sur les trois derniers albums, il n'est pas présent lors des concerts, puisque le trio de base du groupe Lee Jackson à la basse et au chant, Brian Chatton aux claviers et au chant et John McBurnie à la guitare et au chant, tourne sans batteur.
Il fait aussi du travail comme musicien de studio, ainsi on le retrouve avec Luther Grosvenor de Spooky Tooth, Leo Sayer, Kevin Ayers, John G. Perry, Anthony Phillips et Bryan Ferry.
En 1999, il retrouve son compagnon du temps de King Crimson et McDonald & Giles, Ian McDonald sur son album solo Driver's Eyes, avec entre autres, Steve Hackett, John Wetton, Peter Frampton et Lou Gramm. Michael ne joue que sur une chanson, Demimonde sur laquelle il est seul avec McDonald.
En 2002, il forme avec d'anciens membres de King Crimson, Ian McDonald et Mel Collins, son frère Peter Giles et l'ex-guitariste de Level 42 Jakko Jakszyk, le 21st Century Schizoid Band, qu'il quitte en 2003 pour y être remplacé par Ian Wallace.
En 2009, il forme le trio The Michael Giles Mad Band avec Dan Pennie à la guitare et Adrian Chivers aux cuivres et percussions. Deux albums sont publiés, The Adventures Of The Michael Giles MAD BAND en 2009 et In The Moment en 2011. Keith Tippett au piano apparaît sur le deuxième album.

## Discographie

### En solo
- 2002 : Progress (enregistré en 1978) - Avec Geoffrey Richardson, Peter Giles, John Mealing, Dave McRae, Jimmy Hastings, etc.

### The Dowland

#### Singles
- 1962 : Little Sue/Julie - Face A The Dowlands, Face B The Soundtracks
- 1962 : Big Big Fella/Don't Ever Change
- 1963 : Lonely Johnny/Do You Have To Make Me Blue
- 1963 : All My Loving/Hey Sally
- 1963 : Breakups/A Love Like Ours - Face A The Dowlands, Face B The Soundtracks
- 1964 : I Walk The Line/Happy Endings
- 1964 : Wishing And Hoping/You Will Regret It
- 1965 : Don't Make Me Over/Someone Must Be Feeling Sad

#### Album Compilation
- 1998 : All My Loving

### Trendsetters Limited

#### Singles
- 1964 : In A Big Way/Lucky Date
- 1964 : Go Away/Lollipops And Roses
- 1964 : Hello Josephine/Move On Over
- 1964 : You Sure Got A Funny Way Of Showing Your Love/I'm Coming Home

### The Trend
Singles
- 1966 : Boyfriends And Girlfriends/Shot On Sight

### The Brain
Singles
- 1967 : Kick The Donkey/Nightmares In Red
- 1967 : Murder/Most Likely You Go Your Way (And I'll Go Mine)

### Giles, Giles & Fripp
- 1968 : The Cheerful Insanity of Giles, Giles and Fripp
- 2001 : The Brondesbury Tapes
- 2001 : Metamorphosis - Édité exclusivement en vinyle.

### King Crimson
- 1969 : In the Court of the Crimson King
- 1970 : In the Wake of Poseidon

### McDonald & Giles
- 1971 : McDonald and Giles

### The Mike Morton Congregation
- 1971 : Non stop Rock n' Roll Top 20
- 1971 : Nonstop Top 20 Volume 1
- 1971 : Nonstop Top 20 Volume Two
- 1971 : Nonstop Top 20 Volume Three

### Luther Grosvenor
- 1971 : Under open skies

### Joël Daydé
- 1972 : White Soul

### Jackson Heights
- 1972 The Fifth Avenue Bus
- 1972 Ragamuffins Fool
- 1973 Bump n' Grind

### Leo Sayer
- 1973 Silverbird
- 1974 Just a Boy
- 1975 Another year

### Roger Glover And Guests
- 1974 : The Butterfly Ball And The Grasshopper's Feast - Avec Eddie Jobson, Eddie Hardin, Liza Strike, Ray Fenwick, etc.
- 1989 : The Butterfly Ball And Wizard's Convention - Compilation 2 CD.

### Kevin Ayers
- 1974 : The Confessions Of Dr Dream And Other Stories

### John G. Perry
- 1976 Sunset Wading
- 1995 Seabird

### Anthony Phillips
- 1978 Wise After the Event
- 1979 Sides

### Bryan Ferry
- 1993 : Taxi

### Michael Giles / Jamie Muir / David Cunningham
- 1995 : Ghost Dance

### Ian McDonald
- 1999 Driver's Eyes - Avec Steve Hackett, John Wetton, Peter Frampton, etc.

### 21st Century Schizoid Band
- 2002 : Official Bootleg V.1
- 2003 : Live in Japan
- 2004 : In Concert (Live In Japan & Italy) - Joue sur Live in Japan exclusivement. Compilation 2 CD.

### Peter Giles & Michael Giles
- 2009 : The Giles Brothers 1962-1967  - Compilation des groupes avec lesquels Michael et son frère Peter ont joué, entre 1962 à 1967 avant même de former Giles, Giles & Fripp en 1967. S'y retrouvent donc des chansons de The Dowland Brothers, Trendsetters Ltd, Trendsetters, The Trend ainsi que The Brain.

### The Michael Giles Mad Band
- 2009 : The Adventures Of The Michael Giles MAD BAND
- 2011 : In The Moment

### Musique de film
- 1996 : Ghost Dance - Avec Jamie Muir, un ancien de King Crimson, ainsi que David Cunningham.